# Аэровокзал Пулково (1951)
Аэровокзал Пулково — памятник архитектуры, расположенный в Московском районе Санкт-Петербурга по адресу Стартовая улица, 17.
Строительство аэровокзала началось в 1936 году по проекту архитекторов Г. В. Майзеля и Е. Я. Витенберга.
Согласно изначальному проекту, облицованное камнем и украшенное колоннадой здание должно было быть двухэтажным, 60 метров в длину и 50 в ширину, со стороны шоссе предполагалось создание площади с фонтанами и декоративными растениями, было спланировано создать со стороны аэродрома перрон вместимостью в 5000 зрителей, украсить пассажирский зал скульптурой и живописью. В прессе отмечалось, что «аэровокзал оборудуется по последнему слову техники» и «будет иметь специальные залы ожидания, комнаты отдыха, гостиницу для пассажиров и пилотов».
К моменту начала Великой Отечественной войны здание аэровокзала было подведено под крышу, но попало под обстрелы. Общая площадь аэровокзала — 2000 м².
По окончании строительства автором проекта числились архитекторы, реконструировавшие старое здание (с приданием современного облика), в частности, А. И. Гегелло и Наталья Лансере: Майзель был арестован и расстрелян в 1937 году, Витенберг уехал в Москву, где участвовал в проектировании крайне похожего аэровокзала «Внуково».
В 1962 и 1968 годах справа и слева от аэровокзала были построены одноэтажные павильоны прибытия и отправления пассажиров. В 1986 году аэровокзал был реконструирован. В 1994 году со стороны перрона были пристроены два корпуса (вылета и прилёта) в стиле брутализма с посадочной галереей, оборудованной телетрапами (телетрапы разобраны к 2016 году). В 2003 году по проекту архитектора Сергея Гаврилова к павильонам прибытия и отправления соорудили очередные пристройки общей площадью 10 тыс м², на этот раз со стороны города. Это позволило увеличить пропускную способность аэровокзала с 800 до 1800 пассажиров в час.
Терминал получил название «Пулково-2», с 2013 года он был занят Центром деловой авиации.
В 2022 году в здании прошла реставрация, по чертежам и фотографиям были восстановлены оригинальные мозаики, светильники и решётки. Плафон главного зала здания расписан фресками на авиационные сюжеты.
В 2023 году при открытии временной выставки были анонсированы планы использования здания для постоянной экспозиции музея гражданской авиации.